# Ermita de Nuestra Señora de Valparaíso (Santibáñez de Béjar)
La ermita de Nuestra Señora de Valparaíso es un templo del municipio de Santibáñez de Béjar, dónde se encuentra la patrona de la villa, la Virgen de Valparaíso. Es una ermita originalmente construida sobre un templo romano del que se conservan las bases. En el año 1650 ya existía el templo con una sacristía a la derecha dentro de una corredera con altas paredes dónde se celebraban corridas de toros durante las fiestas patronales. Cuándo se dejaron de hacer enterramientos en las iglesias y dentro del pueblo, media corredera se convirtió en cementerio hasta que se construyó el actual. La ermita también fue asolada por los franceses durante los años 1811-1812, quemando incluso los retablos e imágenes. La última reforma data del año 1966. Pertenece a la lista de Patrimonio Histórico Español desde el 22 de abril de 1949.
- Datos: Q5836027